# 冊府元龜
《冊府元龜》為中国宋代四部类書之一，初名《歷代君臣事蹟》，北宋真宗景德二年（1005年）九月廿二日，下詔王欽若、楊億修歷代君臣事迹，前後八年，至大中祥符六年（1013年）八月十三日書成。有宋刻本傳世，但已非完帙。“冊府”是古代皇帝藏書冊之府庫，“元龜”即大龜，古代用於占卜，有龜鑑之意。

## 編纂過程
《冊府元龜》廣泛取材於正史、實錄，但不取筆記、雜史，引書處一律不注出處，成書多達一千卷，是宋代存世最大的著作，在《四庫全書》中篇幅居第二（僅次於《佩文韻府》），其中唐朝、五代史料極其豐富。《冊府元龜》雖與《太平御覽》卷數相同，但各卷容量較大，所以總字數超過《太平御覽》一倍，有9,392,000餘字。《冊府元龜》材料丰富，引文整篇整段，自上古至五代，按人、事、物，分门编纂，以年代为序，真宗曾寫了序：「粵自正統，至於閏位，君臣善迹，邦家美政，禮樂沿革，法令寬猛，官師議論，多士名行，靡不具載，用存典刑。凡勒成一千一百四門，門有小序，述其指歸。分為三十一部，部有總序，言其經制，凡一千卷。」《冊府元龜》廣泛收集，可以说概括了十七史。

《冊府元龜》的编纂目的是“欲载历代事实，为将来典法，使开卷者动有资益”，编纂的特点是所采资料不改旧文，每部前有总序，每门前有小序。因所采多为常见书，又不加注资料出处，歷代不为学者所重视。南宋洪邁更直言：
|  | 真宗初，命儒臣編修君臣事迹，後謂輔臣曰：“昨見宴享門中錄唐中宗宴飲，韋庶人等預會和詩，與臣寮馬上口摘含桃事，皆非禮也。已令削之。”又曰：“所編事迹，蓋欲垂為典法，異端小說，咸所不取，可謂盡善。”而編修官上言：“近代臣僚自述揚歷之事，如李德裕文武兩朝獻替記、李石開成承詔錄、韓偓金鑾密記之類，又有子孫追述先德敍家世，如李繁鄴侯傳、柳氏序訓、魏公家傳之類，或隱己之惡，或攘人之善，並多溢美，故匪信書。幷僭偽諸國，各有著撰，如偽吳錄、孟知祥實錄之類，自矜本國，事或近誣。其上件書，並欲不取。餘有三十國春秋、河洛記、壺關錄之類，多是正史已有；秦記、燕書之類，出自偽邦；殷芸小說、談藪之類，俱是詼諧小事；河南志、邠志、平剡錄之類，多是故吏賓從述本府戎帥征伐之功，傷於煩碎；西京雜記、明皇雜錄，事多語怪；奉天錄尤是虛詞。盡議採收，恐成蕪穢。”並從之。及書成，賜名冊府元龜，首尾十年，皆王欽若提總，凡一千卷，其所遺棄既多，故亦不能暴白。 |

## 文獻價值
- 《冊府元龜》最重要的部分在於唐代與五代十國這兩個部份，由於在編纂而《冊府元龜》時，距離唐代與五代未遠，唐代與五代歷朝所編纂的《實錄》、韋述等唐代史官所編寫的《國史》、柳芳、崔龜從所編寫的《唐曆》與《續唐曆》、賈緯的《唐年補錄》、薛居正所編修的《舊五代史》、范質的《五代通錄》並未散失，又其编纂的特點是“所采資料不改舊文”，所以在清代乾隆年間，為了復原已經失傳《舊五代史》，除了從永樂大典採輯外，也從《冊府元龜》擷取不少資料。
- 清道光年間，劉文淇、劉毓崧等為岑建功校《舊唐書》時，即受益於《冊府元龜》許多。對此，唐史專家岑仲勉認為：“《元龜》之文，多採唐代實錄……舊紀、舊傳亦常直接或間接本自實錄，而刪削互有不同，故《元龜》與今本舊書【指舊唐書】之字句略異者，不能定謂《元龜》是採自舊書，此為校舊書者所最當注意之一點。”[3]
- 近代著名史学家陈垣先生則用《冊府元龜》补《魏书》的缺页、《周书》的缺字。王仲荦先生用《册府元龟》对校《宋书·颜延之传》所载之《庭诰》，做到文通字顺。

## 類目
冊府元龜之三十一部為：帝王、閏位、僭偽、列國君、儲宮、宗室、外戚、宰輔、將帥、臺省、邦計、憲官、諫靜、詞臣、國史、掌禮、學校、刑法、卿監、環衛、銓選、貢擧、奉使、內臣、牧守、令長、宮臣、幕府、陪臣、總錄、外臣等。

## 主要版本

### 宋刻本
現存宋刻本總數596卷，主要有兩種版本。
- 一種題名為《新刊監本冊府元龜》，南宋刻本，殘存8卷，現藏於北京的中國國家圖書館。
- 一種題名為《冊府元龜》，南宋刻本，殘存588卷，其中重複的有15卷，所以總共573卷，分別藏於：
  - 東京的靜嘉堂，總計474卷。
  - 台北的國立故宮博物院，總計88卷。
  - 北京的中國國家圖書館，總計25卷。
  - 北京大學圖書館，總計1卷。

### 明刻本
- 明崇禎15年（1642年），福建建陽縣知縣黃國琦在經歷十餘年整理眾家抄本後，再得到福建巡按御史李嗣京等人的資助下，加以刊刻行世，而在1960年，中華書局曾加以影印，並按照陸心源的記載，将宋本多出的頁數、條數校于每卷之後，為今日的通行本。

### 清刻本
- 清康熙11年（1672年），五繡堂曾翻刻過明刻本。

### 引用
1. ↑  《周書‧金縢》曰：“今我即命於元龜”，《史記集解》引：“孔安國曰：‘就受三王之命於元龜，卜知吉凶者也。’馬融云：‘元龜，大龜也。’”
2. ↑  《容齋四筆》卷一一〈冊府元龜〉
3. ↑  《唐史餘瀋·卷四雜述》〈冊府元龜多採唐實錄及唐年補錄〉條。北京：中華書局，2004年，頁234－236。
4. ↑  1989年，中華書局曾經去除掉重複的卷數後，加以影印出版，見《宋本冊府元龜》影印說明。北京：中華書局，1989年，頁1-5。